# Breutelia integrifolia
Breutelia integrifolia är en bladmossart som beskrevs av Georg Friedrich von Jaeger 1875. Breutelia integrifolia ingår i släktet gullhårsmossor, och familjen Bartramiaceae. Inga underarter finns listade i Catalogue of Life.